# Neococytius
Neococytius is een geslacht van vlinders uit de familie pijlstaarten (Sphingidae).

## Soorten
- Neococytius cluentius (Cramer, 1775)